# Rémi Bertellin
Rémi Bertellin (9 febbraio 1994) è un giocatore di football americano francese, che gioca come wide receiver per i Paris Musketeers.
Dopo aver giocato le giovanili e la prima squadra dei Météores de Fontenay-sous-Bois e per la squadra universitaria canadese dei McGill Redmen si trasferisce nel 2021 agli spagnoli Barcelona Dragons; nel 2022 torna in Francia ai Black Panthers de Thonon, mentre dalla stagione successiva torna in ELF ai Paris Musketeers.